# Ceranisus pacuvius
Ceranisus pacuvius är en stekelart som först beskrevs av Walker 1838.  Ceranisus pacuvius ingår i släktet Ceranisus och familjen finglanssteklar. Arten är reproducerande i Sverige. Inga underarter finns listade.